# Sanktpersfisk
Sanktpersfisk, även kallad Sankt Pers fisk och St. Persfisk, (Zeus faber) är en fisk som tillhör klassen strålfeniga fiskar. 

## Utseende
Sanktpersfisk har en sidledes ihoptryckt, mycket hög kropp. Den är gråbrun till gult brunaktig, ofta med diffust flammiga markeringar. På var sida av kroppen har den en svart fläck som enligt sägen skulle vara märken efter Sankt Petrus ("Sankte Per") fingertoppar – därav namnet. Den utskjutbara munnen har kraftigt underbett.
Maximalt kan honan bli upp till och med 90 centimeter lång, hanen 45 centimeter. Största noterade vikt är 8 kilogram. Den kan bli åtminstone 12 år gammal.

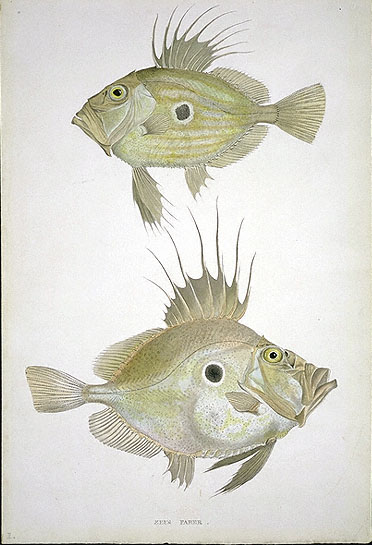
Sanktpersfiskar tecknade av den skotske ornitologen William MacGillivray cirka 1835.

## Vanor
Sanktpersfisk lever på 10 till 300 meters djup, sällan långt från kusten. Fisken är vanligtvis solitär utom under parningstiden. Lever på kräftdjur, bläckfisk och andra fiskar. Då den är en tämligen dålig simmare tar den hjälp av sin utskjutbara mun för att fånga byten.

## Utbredning
Sanktpersfisken förekommer i Atlantens östra kustområden, från Sydafrika i syd längs Afrikas och Europas atlantkuster, in i Medelhavet och Svarta havet samt upp till och med Brittiska öarna och södra Norge i norr. Arten förekommer dessutom i Indiska oceanens alla kustområden, och återfinns också kring Nya Zeeland och Australien, Japan och Korea.
I Norden går sanktpersfisk in i Skagerrak och Kattegatt samt delar av året i svenska vatten, men den leker inte där. Den har vid sju tillfällen påträffats i Norra ishavet.

## Fortplantning
Sanktpersfisk leker under vår till sommar beroende på geografisk hemvist. Äggen är pelagiska. Fisken blir könsmogen vid 3–4 års ålder.